# Boué
Boué ist eine französische Gemeinde mit 1.316 Einwohnern (Stand: 1. Januar 2022) im Département Aisne in der Region Hauts-de-France. Sie gehört zum Arrondissement Vervins, zum Kommunalverband Thiérache du Centre und zum Kanton Guise.

## Geographie
Die Gemeinde Boué liegt im in der Landschaft Thiérache am Fluss Morteau, dem ehemaligen Oberlauf der Sambre, der jetzt den Namen Ancienne Sambre trägt – bzw. ab dem See von Boué Morteau genannt wird, 26 Kilometer südöstlich von Cambrai. Nachbargemeinden von Boué sind Bergues-sur-Sambre im Norden, Barzy-en-Thiérache im Nordosten, Le Nouvion-en-Thiérache im Osten, Esquéhéries im Südosten, La Neuville-lès-Dorengt im Süden und Südwesten, Étreux im Südwesten und Westen sowie Oisy im Nordwesten.

## Bevölkerungsentwicklung
| Jahr                       | 1962 | 1968 | 1975 | 1982 | 1990 | 1999 | 2011 | 2021 |
| Einwohner                  | 1372 | 1224 | 1493 | 1455 | 1369 | 1288 | 1276 | 1324 |
| Quellen: Cassini und INSEE |      |      |      |      |      |      |      |      |

## Sehenswürdigkeiten

Kirche Saint-Nicolas
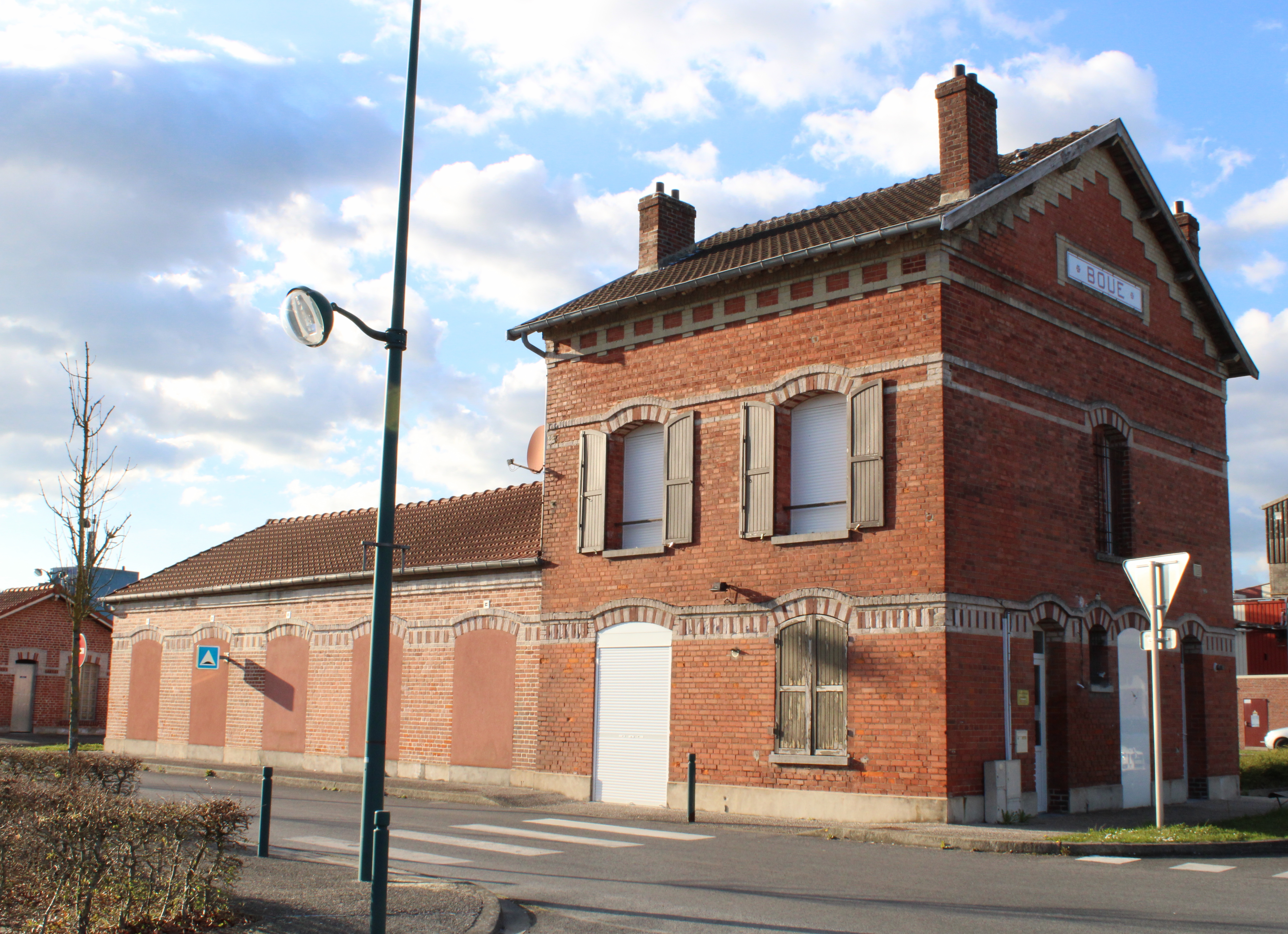
Ehemaliger Bahnhof Boué

- Kirche Saint-Nicolas
- Ehemaliger Bahnhof Boué